# 1-萘乙酰胺
1-萘乙酰胺是一种合成的生长调节剂，属于生长素类物质。

## 特征
1-萘乙酰胺是一种无色固体，形成针状晶体。该物质几乎不溶于水，但易溶于甲醇或丙酮等有机溶剂。该成分在土壤中不具有持久性。它在水中会缓慢水解生成氨和乙酸盐。

## 制备
萘与乙酸酐反应会生成1-萘乙酸，将该产物与氨产生反应便可生成1-萘乙酰胺。

## 用途和作用方式
与结构相关的1-萘乙酸一样，1-萘乙酰胺可作为生长素类植物的生长调节剂。它会使得果实变得稀疏（疏果），从而增加每颗果实的产量。此外，它也可用于诱导插条的根系生长。该物质还可以用于控制植物的叶片生长，并防止果实过早脱落。该药物主要用于苹果、梨、葡萄和番茄、西葫芦等植物的栽培中。

## 合法性
含有1-萘乙酰胺成分的植物保护产品在欧盟（包括奥地利）和瑞士获得批准，但德国没有批准此类制剂。